# Route nationale 40 (Suède)
Pour les articles homonymes, voir Route nationale 40.
La route nationale 40 (en suédois : Riksväg 40) est une route nationale entre  Göteborg et Västervik en Suède,.

## Présentation
La nationale 40 va de Göteborg à Västervik via Borås, Ulricehamn, Jönköping, Nässjö, Eksjö et Vimmerby.
Jusqu'au 1er avril 2009, la route nationale 40 ne circulait qu'entre Göteborg et Jönköping. Le tronçon Jönköping – Västervik s'appelait alors route nationale 33.

## Parcours
La route nationale 40 traverse les municipalités et comtés suivants  d'est en ouest:
- Comté de Västra Götaland
  - Göteborg
  - Härryda kommun
  -  Bollebygd
  -  Borås
  -  Ulricehamn
- Comté de Jönköping
  -  Jönköping
  -   Nässjö
  -   Eksjö
- Comté de Kalmar
  -  Vimmerby
  -   Västervik